# Вулкарья
Вулкарья (греч. Βουλκαριά) — крупное мелкое пресноводное озеро в Греции. Расположено к югу от мыса Актион и узкого пролива Превеза — входа в залив Превеза и далее в залив Амвракикос, в северо-западной части периферийной единицы Этолия и Акарнания в периферии Западная Греция, к юго-востоку от города Превеза. На западе граничит с бухтой Айос-Николаос залива Дермата. Площадь около 940 га. Уровень воды сильно колеблется в зависимости от годового количества осадков. Наибольшая глубина 2,5 м.
По северному берегу озера проходит дорога Воница — Лефкас. Озеро подпитывается водотоками с гор Акарнаника.
Вулкарья — большое озеро с красивыми пейзажами в очень хорошем состоянии. Оно окружено обширными плавнями значительной ширины, которая колеблется от 10 до 500 м. В состав растений озера входит кувшинка белая (Nymphaea alba), популяция которой в Греции очень деградировала и, следовательно, требует защиты. Также находится под угрозой исчезновения меч-трава обыкновенная (Cladium mariscus), обитающая в зоне тростниковых зарослей.
Большая часть равнины, окружающей озеро, состоит в основном из ряда ручьев и небольших водотоков с различными отложениями. Торфообразование происходит на заболоченных территориях, где не ведется сельскохозяйственная деятельность. Озеро Вулкарья имеет нечеткие заболоченные склоны и соединено с морем искусственным каналом длиной 1400 м, который известен как «Канал Клеопатры» («Κανάλι της Κλεοπάτρας»).
Озеро Вулкарья и расположенное северо-западнее озеро Салини являются важным местом для птиц, находящихся под угрозой исчезновения, и входят в европейскую сеть охранных участков «Натура 2000». Оба озера служат для орошения окрестностей и широко используются для рыбалки. Оба озера пока плохо изучены.
Страбон упоминает озеро как Миртунтий (др.-греч. Μυρτούντιον). Рядом находились древние города Анакторий и Палер.